# Nogolotkowate
Nogolotkowate, żaby latające (Rhacophoridae) – rodzina płazów z rzędu płazów bezogonowych (Anura). 

## Zasięg występowania
Rodzina obejmuje gatunki występujące w Czarnej Afryce oraz południowej Azji od Sri Lanki, Nepalu i Indii po Japonię, Filipiny i Celebes w Indonezji.

## Charakterystyka
Nogolotkowate mają powiększone błony pomiędzy palcami. Jednym z przedstawicieli jest nogolotka jawajska (Rhacophorus reinwardtii). Dzięki błonom pływnym sprawnie porusza się w koronach drzew lotem ślizgowym. W czasie lotu rozpłaszcza ciało, a rozstawione na boki kończyny zwiększają powierzchnię lotną.

## Podział systematyczny
Do rodziny należą następujące podrodziny:
- Buergeriinae Channing, 1989
- Rhacophorinae Hoffman, 1932